# إصابة دماغية مكتسبة
إصابة دماغية مكتسبة (بالإنجليزية: Acquired brain injury)‏ هي تلف في الدماغ تحدث بعد الولادة وفي الواقع تُعتبر جزء من الاضطرابات الخلقية والوراثية كمتلازمة الجنين الكحولي وأمراض الفترة المحيطة بالولادة أو نقص الأكسجين في تلك الفترة. تؤدي إصابات الدماغ المكتسبة إلى الضعف البدني والمعرفي والضعف السلوكي وقد تكون إما تغيرات وقتية أو دائمة في الوظائف. هذا القصور والضعف يكون ناتج من إما إصابات الدماغ المؤلمة كالضرر الجسدي بسبب «الحوادث وهجمات أو جراحة الأعصاب أو إصابة الرأس» أو إصابات غير مؤلمة الآتية من إما مصدر داخلي أو خارجي مثل «الجلطة أو أورام الدماغ أو العدوى أو التسمم أو نقص الأكسجين أو نقص التروية أو تلف الدماغ وتعاطي مواد الإدمان». إصابات الدماغ المكتسبة لا تشمل تلف خلايا الدماغ الناتجة عن الاضطرابات التنكسية العصبية. وأثبتت الأبحاث أنه يمكن تغيير التفكير والسلوك في إصابات الدماغ المكتسبة بجميع أشكاله، وإصابات الدماغ تُعتبر ظاهرة معقدة ولها آثار مختلفة بشكل كبير. ولا يمكن لشخصين أن يتوقعوا نفس النتيجة والمصاعب الناجمة. ويتحكم الدماغ بكل جزء من حياة الإنسان سواء المادية والفكرية والسلوكية والاجتماعية والعاطفية وعند تلف الدماغ سوف ينعكس ذلك سلبًا على جزء من حياة ذلك الشخص. آثار إصابات الدماغ المكتسبة غالبًا ما تتطلب تعديل كبير في الحياة حول ظروف الشخص الجديدة وهذا التعديل يعتبر عاملاَ حاسمًا في الشفاء وإعادة التأهيل. في حين أن نتيجة إصابة معينة تعتمد على طبيعة الإصابة وشدتها إلى حد كبير وأيضًا العلاج المناسب يلعب دورًا حيويًا في تحديد مستوى الشفاء.

## العاطفة
ارتبطت إصابات الدماغ المكتسبة مع عدد من الصعوبات العاطفية مثل الاكتئاب وقضايا ضبط النفس وإدارة الغضب وتحديات حل المشكلات. وهذه التحديات أيضًا تُسهم في المخاوف النفسية التي تشمل (القلق الاجتماعي، الشعور بالوحدة، انخفاض مستوى احترام الذات) وتم العثور على أن هذه المشاكل النفسية والاجتماعية تساهم في معضلات أُخرى مثل انخفاض وتيرة أنشطة التواصل الاجتماعي والترفيه والبطالة والمشاكل العائلية والصعوبات الزوجية.
كيف للمريض أن يتأقلم مع الإصابة وقد وجد أنها تؤثر على مستوى المضاعفات العاطفية المرتبطة مع إصابات الدماغ المكتسبة. هناك ثلاث استراتيجيات للتأقلم مع العواطف المرتبطة بإصابات الدماغ المكتسبة 1/ أسلوب التأقلم الموجه. 2/ التأقلم السلبي. 3/ التأقلم الانطوائي. وقد وُجد أن إستراتيجية أسلوب التأقلم الموجه هي الأكثر فعالية فقد كانت تتناسب عكسيًا مع معدلات اللامبالاة والاكتئاب في المرضى الذين يعانون من إصابات الدماغ المكتسبة وهذا النمط موجود في الأفراد الذين يعملون بوعي للحد من التحديات العاطفية لإصابات الدماغ المكتسبة. ولقد تميز أسلوب التأقلم السلبي للشخص في اختيار «لا للتعبير عن المشاعر» والافتقار إلى وجود حافز الذي يمكن أن يؤدي إلى نتائج سيئة على الشخص. وقد ارتبط ارتفاع مستويات الاكتئاب لتجنب التعامل بالأساليب في المرضى الذين يعانون من إصابات الدماغ المكتسبة. لذا يجب أن تبقى هذه الإستراتيجات في عين الاعتبار دائمًا عند السعي إلى فهم الأشخص الذين يعانون من إصابات الدماغ المكتسبة.

## الذاكرة
فقدان الذاكرة من الأمور الشائعة بعد إصابات الدماغ المكتسبة. القصور في الإدراك هي واحدة من اضطرابات الذاكرة الأكثر انتشارًا بين المصابين لأن بعض جوانب الذاكرة ترتبط ارتباطًا مباشرًا بالتركيز لذا سيكون هناك تحدي لتقييم مكونات هذا العجز الذي سببته الذاكرة والتي هي في الأساس مشاكل في التركيز. غالبًا مايكون هناك انتعاش جزئي لعمل الذاكرة بعد مرحلة الإنعاش الأولي ومع ذلك أغلب التقارير ذكرت أن هناك إعاقات دائمة وعالية جدًا بين مرضى إصابات الدماغ المكتسبة في صعوبات الذاكرة مقارنة مع الناس الذين لايعانون من إصابات الدماغ المكتسبة.
من أجل التعامل بشكل أكثر كفاءة مع اضطرابات الذاكرة كثير من المرضى الذين يعانون من إصابة الدماغ المكتسبة يستخدمون مساعدات للذاكرة وتشمل عناصر خارجية مثل اليوميات وأجهزة الكمبية تر المحمولة والتنظيم الإلكتروني والإستراتيجيات الداخلية كرابطات بصرية والتكيفات البيئية مثل علامات لخزانة المطبخ. وقد وجدت الأبحاث أن مرضى إصابات الدماغ المكتسبة في ازدياد لاستخدام مساعدات الذاكرة عما كانوا عليه من قبل إصابتهم وهذه المساعدات تختلف في درجة الفعالية. واحدة من أكثر مساعدات الذاكرة شعبية هي استخدام اليوميات وقد وجد أن استخدام اليوميات هو أكثر فعالية إذا تم إرفاقها مع التدريب والتعليم الذاتي وهذا له علاقة للإستخدام المتكرر للمذكرات مع مرور الوقت وقد أثبتت نجاحها كأداة مساعدة ناجحة للذاكرة.

## الأطفال
الصعوبات الإدراكية والعاطفية التي تنبع من إصابة لأطفال والشباب بإصابات الدماغ المكتسبة يمكن أن تؤثر سلبًا على مستوى مشاركتهم في البيت والمدرسة والمواقف الاجتماعية الأخرى وقد وجد أن المشاركة في الفعاليات المنظمة قد تعوق خصوصًا في ظل هذه الظروف للمشاركة في المواقف الاجتماعية مهم لتطور الطبيعي كوسيلة لاكتساب كيفية المل بفعالية مع الآخرين وأيضًا الشباب المصابين بإصابات الدماغ المكتسبة لديهم نقص في مهارة حل المشكلات وهذا سيؤدي إلى علرقلة الأداء في مختلف البيئات سواء الأكاديمية أو الاجتماعية. ومن المهم جدًا في برامج إعادة التأهيل للأطفال أن يكون هناك تعامل مع هذه التحديات التي لم تتطور بشكل كامل في وقت إصابتهم.

## الإدارة
إعادة التأهيل بعد إصابات الدماغ المكتسبة لاتتبع مجموعة من الأنظمة وذلك بسبب التنوع في آليات الإصابة والهياكل المتضررة وبالأحرى إعادة التأهيل هي عملية فردية غالبًا ماتشتمل على نهج متعدد التخصصات كالممرضات وأطباء الأعصاب وأخصائي العلاج الطبيعي والعلاج الوظيفي وعلم أمراض النطق واللغة والعلاج بالموسيقى وعلماء النفس ولاتقتصر على ذلك. العلاج الطبيعي والمهن الأخرى تستخدم لسيطرة على العضلات في مابعد إصابات الدماغ المكتسبة لإستعادة شكل الحركة الطبيعية وتحقيق الحد الأقصى من الاستقلال الوظيفي ويجب أن يكون محور إعادة تأهيل المريض المريض قد يستهدف احتياجات وأهداف الفرد.
هناك بعض الأدلة على أن التحفيز السمعي الإيقاعي مفيد في إعادة تأهيل طريقة المشي بعد إصابات الدماغ. العلاج بالموسيقى يمكن أن يساعد المرضى في زيادة سرعة المشي وطول الخطوة والتناغم والتماثل خطوة بخطوة. أحدث طرق العلاج الواقع الافتراضي الإنسان الألي ولايزال تحت البحث ومع ذلك لايوجد سبب للاعتقاد بأن الواقع الافتراضي في الجزء العلوي من الأطراف في إعادة التأهيل بعد إصابات الدماغ المكتسبة قد يكون مفيدًا.
بسبببعض التجارب السيطرة العشوائية قلية والأدلة ضعيفة بشكل عام هناك حاجة إلى المزيد من الأبحاث للتوصل إلى فهم كامل لنموذج المثالي للتدخل العلاجي في إصابات الدماغ المكتسبة.
لمزيد من المعلومات حول التدخلات العلاجية لإصابات الدماغ المكتسبة انظر السكتة الدماغية وإصابات الدماغ.

## الذاكرة
وقد استخدمت بعض الإستراتيجيات لإعادة تأهيل مرضى إصابات الدماغ المكتسبة كتكرار المهام في محاولة لزيادة قدرة المرسض على تذكر المعلومات في حين أن هذا النوع من التدريب تزيد من أداء المهام التي بين أيدينا. وفي خارج المختبرات هناك أدلة قليلة أن المهارات تحسن الأداء في صعوبات الذاكرة. الوعي باستراتيجيات الذاكرة ووجود الدافع والتفاني من أجل زيادة نجاح قدرة الذاكرة لدى المريض ومثال على ذلك يمكن استخدام التدريب لعملية التركيز وتعليم إصابات الدماغ في مرضى اضطرابات الذاكرة المتصلة بإصابات الدماغ وقد ثبتت أنه تم زيادة أداء الذاكرة لدى المرضى بناء على إجراءات تقارير التقييم الذات.
هناك إستراتيجية أخرى لتحسين الأفراد الذين يعانون من ضعف أداء الذاكرة هي استخدام إعداد لتحسين ترميز العناصر، أحد أشكال هذه الإستراتيجية تسمى «تخيل النفس» وهي أن المريض يتصور حدث وينبغي عليه التذكر من منظور شخصي أكثر وقد وجد أن تخيل الذات لتحسين الذاكرة وتذكر عناصر الحدث بشكل فردي وبطريقة أكثر بروزا قد وجد تأثيرًا لتحسن سواء في الأفراد الذين مع أو بدون اضطرابات الذاكرة.
هناك أدلة لبحوث تشير إلى أن برامج إعادة التأهيل التي تتجه نحو الفرد بشكل خاص لديها نتائج أكبر من تدخلات المجموعة لتحسين الذاكرة لدى مرضى إصابات الدماغ المكتسبة لأنها مصممة خصيصا لأعراض يمر بها الفرد.
هناك حاجة لمزيد من البحوث من أجل استخلاص استنتاجات بشأن كيفية تحسين الذاكرة بين أفراد إصابات الدماغ المكتسبة التي تواجه فقدان الذاكرة.

## حالات بارزة
كانت هناك العديد من الحالات الشائعة من مختلف أشكال أصابات الدماغ المكتسبة مثل:
حالة فينس غيج من إصابات الدماغ التي بسببه حفز كثيرا لمناقشة وظيفة الدماغ وعلم وظائف الأعضاء.
خضع هنري ميلسون، المعروف سابقا باسم المريض HM ، لجراحة المخ والأعصاب لإزالة ندبًا في دماغه الذي كان يسبب له نوبات الصرع، فقام جراح الاعصاب وليام بيتشر سكوفيل بالجراحة التي تم إنشاؤها بواسطة الآفات الثنائية قرب الحصين في منطقة الدماغ. وساعدت إزالة هذه الآفات إزالة أعراض الصرع في ميلسون لكن نتج عنه فقدان الذاكرة. ميلسون تمت دراسة حالته من قبل مئات الباحثين منذ ذلك الحين وعلى الأخص بريندا ميلنر، وكان لها تأثير كبير في دراسة الذاكرة والدماغ.
Zasetsky زاسيتسكي أصيب في معركة سمولينسك، دخلت الرصاصة يساره منطقة (الجداري القذالي) في الدماغ، وأدى ذلك لدخوله في غيبوبة طويلة. وتبع هذا فقدان الإدراك البصري وأصبح غير قادر على إدراك الجانب الأيمن من الأشياء.